# 王昱 (外交官)
王昱（1973年3月—），中华人民共和国外交官，现任中华人民共和国驻索马里联邦共和国特命全权大使。

## 生平
王昱曾任外交部办公厅参赞、外交部北美大洋洲司参赞兼处长。2017年，任驻休斯敦总领事馆副总领事。2020年，驻休斯敦总领事馆关闭，回国任外交部北美大洋洲司参赞。2021年12月，任外交部政策规划司副司长。2024年8月，出任中华人民共和国驻索马里大使。